# Arseniato

Struttura dello ione arseniato.

L'arseniato è uno ione di arsenico con formula AsO43- e peso molecolare 138,919 g/mol. Esempi di minerali arseniati sono la conicalcite e l'adamite.